# Charles B. Kirkham
Charles B. Kirkham (1882 -1969) fue un ingeniero estadounidense de motores de aviones y aeronaves a principios del siglo XX

## Biografía

### Primeros años

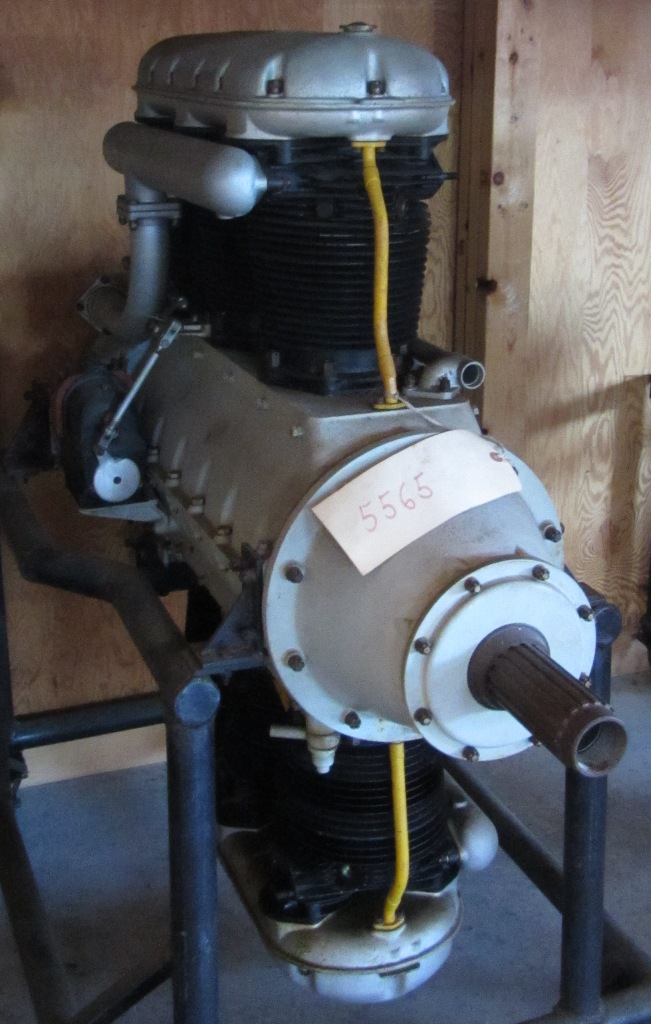
Un motor Kirkham expuesto.

Kirkham comenzó la ingeniería en la  construcción de motores de motocicleta. En 1903, Kirham y Curtiss entregan un motor de Thomas C. Benbow para uso futuro en un dirigible. En 1905 fundó la compañía Kirkham Motor and Manufacturing Company,en Bath, New York con otras dos personas y $ 25.000 en capital. Su padre John Kirkham lanzó bloques de motor para Glen Curtiss hasta 1905. Kirkham trabajó en Senaca Falls, hasta que se enfermó y volvió a casa. Kirkham se inscribió por correspondencia en un curso de ingeniería mecánica mientras se recuperaba. En 1910 Kirkham construyó con su propio diseño su primer motor de avión. El Kirkham B-6 se utilizó en el 1910 por la compañía Burgess Modelo F. En 1913 Kirkham dijo a otra empresa que el avión Kirkham and Motor Company estaba con 100.000 dólares en capital. Kirkham se unió Glenn Curtiss y fue a trabajar para el Curtiss Aeroplane en 1915 como ingeniero de jefe de motor para el popular Curtiss OX y el único motor VX que alimentaba la lancha "Miss Miami". 
Más tarde Krikham superaría a su rival Hispano Suiza con el Curtiss AB, un CV de aluminio 300 bloqueado, motor de doce cilindros para uso de combate. Este motor se convertiría en el K-12. Kirkham  también diseñó un triplano Curtiss en 1919 para aprovechar al máximo el motor K-12. Una variante de  un Hidroavión convirtió al hidroavión más rápido del mundo en el año 1920 a 138 mph. Una variante del biplano de la etiqueta del Ejército de EE. UU. Curtiss P-86, fue abandonado después de la caída de un prototipo.
En 1919 dejó Kirkham Curtiss para formar Kirkham productos. Murió en 1969 a los 87 años.